# Тринідад і Тобаго на літніх Олімпійських іграх 1988
Тринідад і Тобаго брали участь у Літніх Олімпійських іграх 1988 року у Сеулі (Корея) водинадцяте за свою історію, але не завоювали жодної медалі. Збірну країни представляло 6 спортсменів, у тому числі 2 жінки.